# Norra Färmanstorp
Norra Färmanstorp är en bebyggelse i Nättraby socken i Karlskrona kommun. Mellan 2015 och 2018 avgränsade SCB här en småort. Vid avgränsningen 2018 klassades bebyggelsen som en del av tätorten Skavkulla och Skillingenäs.